# Babel II
Babel II (バビル２世, Babiru Ni-Sei) no Brasil traduzido como Babel Segundo é uma série de mangá de 1971 do autor  Mitsuteru Yokoyama. 
A série segue Koichi, um estudante japonês, que descobre que ele é a reencarnação da entidade alienígena "Babel". Como tal, Koichi é dotado dos poderes de Babel e juntou-se com três protetores: Rodem, uma pantera negra que muda de forma; Ropross, uma criatura voadora parecida com um pterodáctilo, e Poseidon, um robô gigante que sempre se levanta das profundezas do oceano, quando convocado. O herói comanda seus novos poderes e companheiros para defender a Terra. 
A série animada possui três versões. Em 1973, como um anime . Em 1992, como uma série OVA (que teve character design de Shingo Araki). E em 2001, como uma série de televisão de 13 episódios.
No Brasil a série já foi exibida apesar dela ser bastante desconhecida no país. Seu OVA já foi comercializado em forma de DVD sobre o título de Babel Segundo - O Despertar, porém teve várias de suas cenas cortadas para uma duração de 60 minutos deixando sua trama um pouco sem sentido.